# ニック・フェニックス
ニック・フェニックス（Nick Phoenix、1967年 - ）はイギリスの作曲家、音楽会社であるTwo Steps from Hellの共同設立者 。シンセサイザー製作会社であるEastWestのプロデューサーの一人。
フェニックスの楽曲はハリー・ポッターシリーズ、アバター、パイレーツ・オブ・カリビアン、アベンジャーズ、ウォーリー、X-メン、2012、ダークナイトなど100以上にも及ぶ映画に登場している。また、EastWestのシンセサイザーは様々なオーケストラ音源に精通しており、ディビジョンの一つであるQuantum Leapは品質の良い製品として業界の間で高い評価を得ている。

## ディスコグラフィー

### ソロ名義
- Speed of Sound (2013年)（英語版）
- King of One (2021年)
- Wide World (2022年)

### Two Steps from Hell名義
- Invincible (2010年)（英語版)
- Archangel (2011年)（英語版）
- Halloween (2012年)（英語版）
- SkyWorld (2012年)（英語版）
- Classics Volume One (2013年)（英語版）
- Colin Frake on Fire Mountain (2014年)
- Battlecry (2015年)（英語版）
- Classics Volume Two (2015年)（英語版）
- Vanquish (2016年)（英語版）
- Unleashed (2017年)（英語版）
- Dragon (2019年)